# Pokémon Smile
Pokémon Smile é um jogo para celular spin-off da franquia Pokémon. O jogo usa um sistema de realidade aumentada para ensinar as crianças como escovar os dentes. Foi lançado em junho de 2020 por The Pokémon Company e está disponível como um app gratuito para dispositivos móveis Android e iOS.

## Gameplay
O jogo usa a câmera do aparelho em que está sendo jogado para um sistema de realidade aumentada, cujo é usado para jogar o jogo. Bactérias aparecem na boca do jogador e atacam Pokémon, e escovando os dentes, o jogador é capaz de salvá-los. No final, o jogo permite o jogador a tentar capturar um dos Pokémon, e depois de capturar, pode subir de nível. O jogador também pode ganhar outras recompensas, como chapéus e stickers. O tempo gasto escovando pode ser definido entre um a três minutos. A cada dia, o jogo pode notificar usuários até três vezes para lembrá-los de escovar os dentes.
Às vezes, o jogo pode falhar em reconhecer uma escovação do jogador. De acordo com The Pokémon Company, uma escova de dente colorida num quarto claro geralmente resolve o problema.

## Lançamento
O jogo foi anunciado durante uma apresentação de Pokémon Presents no dia 17 de junho de 2020, e tornou-se disponível mais tarde naquele dia. O jogo recebeu sua primeira grande atualização em novembro de 2021, adicionando inúmeros novos chapéus e quatro novos Pokémon. A segunda grande atualização do jogo foi lançada em junho de 2022. Ela adicionou mais de 100 Pokémon, incluindo todos os Pokémon da segunda geração (de Pokémon Gold & Silver e Crystal) restantes que não estavam ainda no jogo.